# Anillo universal
El anillo universal es un instrumento de medida del tiempo. Se trata de un reloj que permite la lectura del tiempo mediante ajustes simultáneos en la latitud (posición) y la declinación solar (día del año). Su disposición recuerda mucho a la esfera armilar y se compone de dos bastidores circulares ortogonales de entre seis a nueve centímetros de diámetro. Algunos modelos permiten que estos dos anillos se puedan plegar, proporcionando así al reloj una mayor capacidad portable. El reloj posee una argolla en su parte superior que permite suspenderlo y orientarse al sol. En ese momento una escala con orificio proporciona un punto luminoso sobre la escala horaria.  
|                                             |
| Argolla de suspensión (armilla suspentoria) |

|                           |
| Reloj de anillo universal |

|                                        |
| Detalle del reloj del anillo universal |

## Características
El reloj posee dos bastidores circulares de tal forma que la suspensión del conjunto se puede ajustar primero en la latitud de observación. La colocación del reloj suspendido lo convierte en un reloj ecuatorial. La segunda escala de declinaciones solares se encuentra ubicada en el eje de la esfera que forma el reloj. Se suele ajustar de tal forma que el orificio se desplaza del centro en una parte proporcional a la declinación. 